# گایرسهاوزن
گایرسهاوزن (به آلمانی: Giershausen) یک شهر در آلمان است که در راینلاند-فالتس واقع شده‌است.

## خصوصیات
گایرسهاوزن ۹۱ نفر جمعیت دارد.